# Cormodophlebia pulchra
Cormodophlebia pulchra is een insect uit de familie van de vlinderhaften (Ascalaphidae), die tot de orde netvleugeligen (Neuroptera) behoort. 
Cormodophlebia pulchra is voor het eerst wetenschappelijk beschreven door Van der Weele in 1909.